# Pseudophilautus pardus
Pseudophilautus pardus é uma espécie de anfíbio da família Rhacophoridae. Foi endêmica do Sri Lanka.